# Чемпионат СССР по водному поло 1968
XXVIII чемпионат СССР по водному поло (XXIV чемпионат для клубных команд) проходил с 4 марта по 13 апреля 1968 года. Победителем стало московское «Динамо».

## Общая информация
Состав участников первой группы класса «А» перед этим чемпионатом был сокращён с 12 до 10 команд. Турнир проходил в два круга — в Тбилиси и Москве (в бассейне ЦСКА).
Московские команды «Динамо» и ЦВСК ВМФ набрали равное количество очков и в соответствии с Положением о соревнованиях провели дополнительный матч для определения чемпиона СССР. Он завершился победой динамовцев — 5:3. Спустя 6 лет команда Николая Малина вновь стала сильнейшей в стране. Бронзовые медали выиграла команда МГУ, а ленинградская «Балтика» показала лучший результат за всё время участия в чемпионатах СССР, заняв 4-е место.
Волгоградский «Спартак» замкнул турнирную таблицу и уступил своё место в дивизионе сильнейших алма-атинскому «Динамо», которое уверенно выиграло турнир во второй группе, набрав 34 очка из 36 возможных.

## Турнирная таблица
|                           | 1       | 2       | 3       | 4       | 5       | 6       | 7       | 8       | 9       | 10      | И  | В  | Н  | П  | М     | О  |
| ------------------------- | ------- | ------- | ------- | ------- | ------- | ------- | ------- | ------- | ------- | ------- | -- | -- | -- | -- | ----- | -- |
| 1. «Динамо» (Москва)      |         | 5:4 4:5 | 3:3 3:2 | 3:1 6:3 | 4:2 2:1 | 4:4 6:5 | 4:0 3:1 | 4:2 5:1 | 4:4 6:4 | 6:2 8:0 | 18 | 14 | 3  | 1  | 80:44 | 31 |
| 2. ЦВСК ВМФ (Москва)      | 4:5 5:4 |         | 1:0 6:6 | 3:4 5:1 | 3:0 2:0 | 4:3 4:1 | 4:2 2:1 | 3:1 4:2 | 4:2 6:3 | 4:0 7:2 | 18 | 15 | 1  | 2  | 71:37 | 31 |
| 3. МГУ (Москва)           | 3:3 2:3 | 0:1 6:6 |         | 3:4 6:2 | 4:3 3:2 | 3:4 3:3 | 1:1 5:1 | 5:4 4:3 | 6:3 5:5 | 5:2 6:2 | 18 | 9  | 5  | 4  | 70:52 | 23 |
| 4. «Балтика» (Ленинград)  | 1:3 3:6 | 4:3 1:5 | 4:3 2:6 |         | 3:3 3:4 | 3:2 2:2 | 1:1 3:2 | 6:6 4:5 | 1:1 4:3 | 2:1 3:2 | 18 | 7  | 5  | 6  | 50:58 | 19 |
| 5. «Торпедо» (Москва)     | 2:4 1:2 | 0:3 0:2 | 3:4 2:3 | 3:3 4:3 |         | 1:1 3:3 | 2:3 2:1 | 6:1 4:3 | 2:2 5:3 | 4:3 3:2 | 18 | 7  | 4  | 7  | 47:46 | 18 |
| 6. «Динамо» (Тбилиси)     | 4:4 5:6 | 3:4 1:4 | 4:3 3:3 | 2:3 2:2 | 1:1 3:3 |         | 3:3 4:4 | 4:4     | 3:3 6:6 | 5:3 2:1 | 18 | 3  | 11 | 4  | 59:61 | 17 |
| 7. «Динамо» (Киев)        | 0:4 1:3 | 2:4 1:2 | 1:1 1:5 | 1:1 2:3 | 3:2 1:2 | 3:3 4:4 |         | 3:0 5:4 | 3:2 7:5 | 3:3 7:4 | 18 | 6  | 5  | 7  | 48:52 | 17 |
| 8. «Динамо» (Львов)       | 2:4 1:5 | 1:3 2:4 | 4:5 3:4 | 6:6 5:4 | 1:6 3:4 | 4:4     | 0:3 4:5 |         | 5:2 3:2 | 6:4 4:2 | 18 | 5  | 3  | 10 | 58:71 | 13 |
| 9. ККФ (Баку)             | 4:4 4:6 | 2:4 3:6 | 3:6 5:5 | 1:1 3:4 | 2:2 3:5 | 3:3 6:6 | 2:3 5:7 | 2:5 2:3 |         | 5:3 4:3 | 18 | 2  | 6  | 10 | 59:76 | 10 |
| 10. «Спартак» (Волгоград) | 2:6 0:8 | 0:4 2:7 | 2:5 2:6 | 1:2 2:3 | 3:4 2:3 | 3:5 1:2 | 3:3 4:7 | 4:6 2:4 | 3:5 3:4 |         | 18 | 0  | 1  | 17 | 39:84 | 1  |

## Результаты
Первый круг

Тбилиси
1-й тур. 4 марта
- «Динамо» М — ККФ — 4:4
- МГУ — «Спартак» — 5:2
- «Балтика» — «Динамо» Тб — 3:2
- ЦВСК ВМФ — «Динамо» К — 4:2
- «Торпедо» — «Динамо» Лв — 6:1

2-й тур. 5 марта
- «Динамо» К — «Динамо» Лв — 3:0
- ККФ — «Торпедо» — 2:2
- ЦВСК ВМФ — «Спартак» — 4:0
- «Балтика» — МГУ — 4:3
- «Динамо» М — «Динамо» Тб — 4:4

3-й тур. 6 марта
- «Балтика» — ЦВСК ВМФ — 4:3
- «Динамо» Лв — «Спартак» — 6:4
- «Динамо» Тб — ККФ — 3:3
- «Динамо» М — МГУ — 3:3
- «Динамо» К — «Торпедо» — 3:2

4-й тур. 8 марта
- «Торпедо» — «Спартак» — 4:3
- «Балтика» — «Динамо» Лв — 6:6
- «Динамо» Тб — МГУ — 4:3
- «Динамо» К — ККФ — 3:2
- «Динамо» М — ЦВСК ВМФ — 5:4

5-й тур. 9 марта
- «Торпедо» — «Балтика» — 3:3
- МГУ — ККФ — 6:3
- ЦВСК ВМФ — «Динамо» Тб — 4:3
- «Динамо» К — «Спартак» — 3:3
- «Динамо» М — «Динамо» Лв — 4:2

6-й тур. 10 марта
- ЦВСК ВМФ — МГУ — 1:0
- «Динамо» М — «Торпедо» — 4:2
- «Балтика» — «Динамо» К — 1:1
- ККФ — «Спартак» — 5:3
- «Динамо» Тб — «Динамо» Лв — 4:4

7-й тур. 12 марта
- «Балтика» — «Спартак» — 2:1
- ЦВСК ВМФ — ККФ — 4:2
- «Динамо» Тб — «Торпедо» — 1:1
- «Динамо» М — «Динамо» К — 4:0
- МГУ — «Динамо» Лв — 5:4

8-й тур. 13 марта
- «Динамо» М — «Спартак» — 6:2
- ККФ — «Балтика» — 1:1
- МГУ — «Торпедо» — 4:3
- «Динамо» Тб — «Динамо» К — 3:3
- ЦВСК ВМФ — «Динамо» Лв — 3:1

9-й тур. 14 марта
- ЦВСК ВМФ — «Торпедо» — 3:0
- «Динамо» К — МГУ — 1:1
- «Динамо» Лв — ККФ — 5:2
- «Динамо» Тб — «Спартак» — 5:3
- «Динамо» М — «Балтика» — 3:1

Второй круг

Москва
10-й тур. 2 апреля
- «Динамо» Лв — «Динамо» Тб — 4:4
- МГУ — «Балтика» — 6:2
- «Динамо» М — ККФ — 6:4
- «Торпедо» — «Динамо» К — 2:1
- ЦВСК ВМФ — «Спартак» — 7:2

11-й тур. 3 апреля
- ЦВСК ВМФ — «Торпедо» — 2:0
- «Динамо» Тб — «Спартак» — 2:1
- «Динамо» М — «Динамо» К — 3:1
- МГУ — ККФ — 5:5
- «Динамо» Лв — «Балтика» — 5:4

12-й тур. 4 апреля
- МГУ — «Динамо» К — 5:1
- ЦВСК ВМФ — «Динамо» М — 5:4[3]
- «Динамо» Тб — «Балтика» — 2:2
- «Динамо» Лв — ККФ — 3:2
- «Торпедо» — «Спартак» — 3:2

13-й тур. 6 апреля
- «Динамо» М — «Спартак» — 8:0
- «Балтика» — ККФ — 4:3
- МГУ — ЦВСК ВМФ — 6:6
- «Динамо» Тб — «Торпедо» — 3:3
- «Динамо» К — «Динамо» Лв — 5:4

14-й тур. 7 апреля
- ЦВСК ВМФ — «Динамо» Лв — 4:2
- «Балтика» — «Динамо» К — 3:2
- «Динамо» М — «Торпедо» — 2:1
- ККФ — «Динамо» Тб — 6:6
- МГУ — «Спартак» — 6:2

15-й тур. 8 апреля
- «Динамо» К — ККФ — 7:5
- «Динамо» Лв — «Спартак» — 4:2
- ЦВСК ВМФ — «Балтика» — 5:1
- МГУ — «Торпедо» — 3:2
- «Динамо» М — «Динамо» Тб — 6:5

16-й тур. 10 апреля
- «Балтика» — «Спартак» — 3:2
- «Динамо» М — МГУ — 3:2
- «Динамо» К — «Динамо» Тб — 4:4
- «Торпедо» — «Динамо» Лв — 4:3
- ЦВСК ВМФ — ККФ — 6:3

17-й тур. 11 апреля
- «Динамо» Тб — МГУ — 3:3
- «Динамо» М — «Динамо» Лв — 5:1
- ККФ — «Спартак» — 4:3
- «Торпедо» — «Балтика» — 4:3
- ЦВСК ВМФ — «Динамо» К — 2:1

18-й тур. 12 апреля
- «Динамо» К — «Спартак» — 7:4
- «Торпедо» — ККФ — 5:3
- ЦВСК ВМФ — «Динамо» Тб — 4:1
- «Динамо» М — «Балтика» — 6:3
- МГУ — «Динамо» Лв — 4:3

Дополнительный матч за 1-е место. 13 апреля. Москва. «Динамо» М — ЦВСК ВМФ — 5:3 (0:0, 3:1, 2:2, 0:0).

## Призёры
«Динамо» (Москва): Николай Баранов, Олег Бовин, Юрий Воронцов, Юрий Григоровский, Борис Гришин, Анатолий Карташов, Вячеслав Петров, Александр Родионов, Вячеслав Скок, Борис Ухов, Гиви Чикваная, Сергей Шевернёв. Тренер — Николай Малин.
 ЦВСК ВМФ: Анатолий Акимов, Виктор Акимов, Вадим Гуляев, Александр Долгушин, Владимир Новиков, Анатолий Поляков, Владимир Семёнов, Евгений Троицкий, Александр Шидловский. Тренер — Борис Гойхман.
 МГУ: Александр Древаль, Александр Зеленцов, Александр Кабанов, Николай Калашников, Владимир Кузнецов, Николай Мельников, Юрий Митянин, Леонид Осипов, Борис Попов, Игорь Скерис. Тренер — Михаил Рыжак.